# Peso ático
El peso ático, o el estándar de Ático, era un estándar monetario utilizado durante el periodo helenístico. También se conocía como estándar euboico. Después de Alejandro Magno, otros estándares monetarios griegos, excepto el estándar rodio, fueron abandonados en favor del estándar ático.
El estándar ático disminuyó de peso con el paso de tiempo.

## Historia
El peso ático era de aproximadamente 17.26 gramos en plata. Este difería del estándar utilizado en el Egipto ptolemaico. El estándar también fue conocido como estándar euboico.
Filipo II de Macedonia adoptó al estándar ático en su reino. Alejandro Magno también aprobó el estándar ático durante su reinado. La adopción del peso ático por parte del imperio macedonio provocó la desaparición de todos los demás estándares de peso griegos, con excepción el estándar rodio. Los rodios tenían la ventaja de tener una esfera comercial bien desarrollada en áreas tales como el comercio de granos con Egipto.
Durante los 300 años del periodo helenístico, el peso ático experimentó varios cambios. Para la época de Alejandro Magno, una moneda comercial común conocida como tetradracma pesaba 17,28 gramos de plata. En el año 300 a. C., el peso del estándar ático se situó en un peso ligeramente reducido de 17,20 gramos de plata. En el estado seléucida en Antioquia, este estándar mostró un proceso continuo de disminución de peso. En otros lugares, parece haber seguido este mismo descenso de peso.
Todo los estados diádocos utilizaron el peso ático con la excepción del Egipto ptolemaico. Los ptolemaicos utilizaron el estándar fenicio en cambio.